# Tiffany-üveg

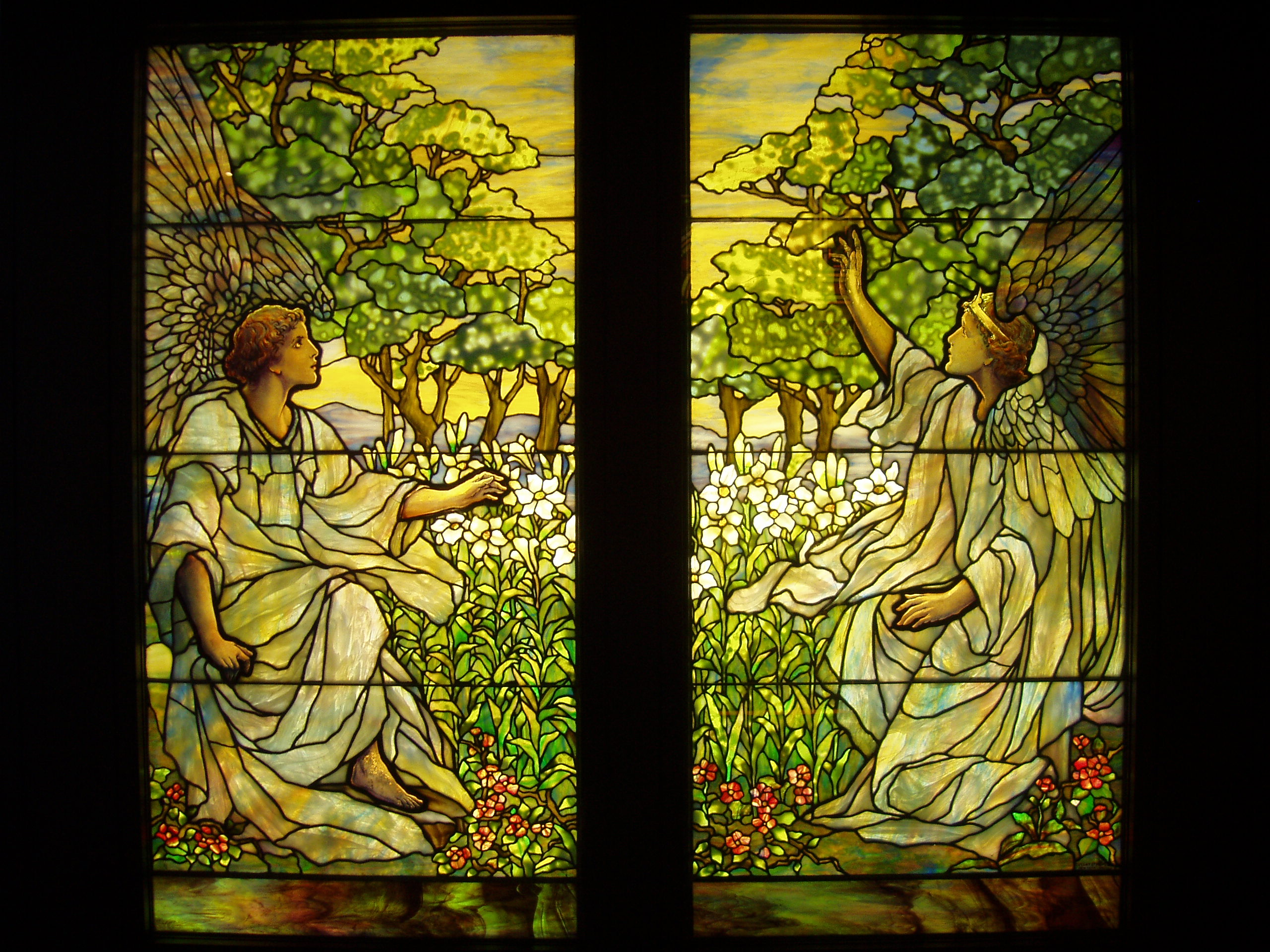
Két angyal – Tiffany-ablak, 1910 körül

Tiffany-üveg néven vált ismertté Louis Comfort Tiffany rézfóliás technikával készített ólomüvege.
Louis Comfort Tiffany amerikai belsőépítész volt, akit különösen érdekelt az ólomüvegezés természete. 1878-ban nyitotta meg vállalkozását, Tiffany Studios, néven. Mivel nem talált az elképzeléseihez illő üveget, ezért saját üvegöntő műhelyt is fenntartott. Forradalmi újításokat vezetett be mind az üveggyártásban, mind az ablaküveg-készítés technológiájában.
Az egyik legnagyobb reform a forrasztásban jelentkezett, ugyanis a korábbi, ólomsínes technikával szemben ez a díszüveg alkalmas lett kisebb felületek létrehozására is, ráadásul az ólomüveggel így íveltebb felületeket is lehetett díszíteni. A felület gyöngyházfényű színeit az opálos, irizáló és a hagyományos, változatos színű üvegek együttes alkalmazásával alakította ki. Ezen üvegek érdekessége, hogy nem festettek, hanem a gyártás során, még folyékony állapotban, színező oxidokat (pl.: szelén, kobalt, arany) kevernek hozzájuk. Ezáltal nem csak a színük változik, hanem különböző mintázatok is keletkeznek az üvegen. Tiffany üvegét az 1893-as chicagói világkiállításon mutatta be, és az hamarosan a szecesszió kedvelt üvegfajtájává vált.

## Felhasználási területek
A technológiának köszönhetően megszűnhetett az ólomüveg korábbi egyházi kizárólagossága, és a 19. század végétől már középületekben is egyre gyakrabban alkalmazzák a színes üvegablakokat. A 20. századra az ólomüveg épp olyan gyakran használt eljárás lett az építészetben, mint a falfestés vagy a szobrászat: egyaránt ékesített lépcsőházakat, polgári szalonokat, bankokat, szállodákat. Az igazi áttörésre azonban a 20. század végéig kellett várni, hogy az egyedi lakberendezésben, a magánházak, lakások és irodák díszítésében is egyre nagyobb szerepet kaphasson. A Tiffany-üveg a családi házak nyílászáróinak kedvelt díszítőeleme lett, de a belső dizájn előkelővé tételéhez is tökéletes, mivel a Tiffany-üvegből készült bútorbetétek segítenek egyedi stílusúvá tenni a tömeggyártott berendezési tárgyakat is. A belső dizájnnál nem lehet figyelmen kívül hagyni a szecesszió korában rendkívül népszerű Tiffany-lámpát sem, ami ma már a legmodernebb stílusú mintázattal ellátva is megtalálható otthonokban, illetve munka- és szórakozóhelyeken egyaránt. A Tiffany-technikával készülő ólomüvegből ma már egészen kis méretű használati tárgyakat, például órát és ékszereket is készítenek.